# 北谷稔行
北谷 稔行（きたや　のりゆき、1980年10月10日 - ）は、青森県出身の元バスケットボール選手、指導者、実業家である。。
青森県鶴田町出身。鶴田中学校、弘前実業高校から拓殖大学に進学し、1999年の全日本大学選手権（インカレ）で準優勝を経験した。大学卒業後は地元に戻り、青森県国民健康保険団体連合会に勤務しながら競技を続け、国民体育大会の青森県代表チームに13年連続で選出されたほか、2017年には3x3日本選手権大会にも出場、3位に入賞した。2018年2月27日、佐藤信長の後任としてBリーグ2部（B2）所属の青森ワッツのヘッドコーチに就任した。プロ、アマ通じてチームの指揮を執るのは自身初めてである。翌2018-19シーズン以降は、アソシエイトヘッドコーチとして引き続き青森と契約し、リクルーティングや戦略構想にも携わった。2020-21シーズンをもってアソシエイトヘッドコーチを退任。2021年9月22日、青森ワッツを運営する青森スポーツクリエイションの社長に就任。

## 監督記録
| チーム | シーズン | G  | W | L  | W–L% | シーズン結果  | PG | PW | PL | PW–L% | 最終結果 |
| ------ | -------- | -- | - | -- | ---- | ------------- | -- | -- | -- | ----- | -------- |
| 青森   | 2018     | 22 | 9 | 13 | .409 | B2東5位       | -  | -  | -  | –     | -        |
| 青森   | 2018-19  | 60 | - | -  | –    | in B2 Eastern | -  | -  | -  | –     | -        |
| 青森   | 2019-20  |    | - | -  | –    | in B2 Eastern | -  | -  | -  | –     | -        |
| 青森   | 2020-21  |    | - | -  | –    | in B2 Eastern | -  | -  | -  | –     | -        |